# Via Mala (roman)
Pour les articles homonymes, voir Via Mala (homonymie).
Via Mala est un roman de l'écrivain suisse John Knittel.

## Description
Cette œuvre, publiée en 1934, est rédigée en langue anglaise, car son auteur, John Knittel, passa une partie de sa vie en Grande-Bretagne, ainsi que dans des pays partiellement ou majoritairement anglophones.
Le titre du roman fait référence, d'une part, à l'endroit où se déroule l'action et, d'autre part, au sens même de cette expression, en langue romanche et latine : « mauvais chemin ».
Il existe effectivement, au sud de Coire, sur le cours d'eau appelé Rhin postérieur,, une gorge nommée gorge de Viamala ; celle-ci, aujourd'hui empruntée par la route du San Bernardino, constitue l'un des passages majeurs des Alpes, permettant la communication entre : 
- les Grisons et le Tessin ;
- la Suisse et l'Italie ;
- le monde germanique et le monde méditerranéen.

Dans le roman, la Via Mala est située sur un affluent du Rhin postérieur, l'Yzolla ; elle est censée faire partie d'une vallée conduisant du col d'Yzolla à la Valteline,. 
Tout aussi fictives s'avèrent également la plupart des autres indications géographiques : Andruss, Nauders, Lanzberg...

## Histoire
L’ennui et l’isolement des rudes hivers en montagne ont fait du scieur de bois — Jonas Lauretz — un terrifiant alcoolique, qui maltraite ses proches (d’où le « mauvais chemin »). Sa brutalité est telle que sa femme et ses quatre enfants en conservent de cuisants dommages corporels.
Ses enfants sont : 
- Niklaus : il boîte, à la suite d'une agression à la hache, perpétrée par son propre père ;
- Mannli : attardé mental ;
- Hanna ;
- Sylvie (Sylvelie) : elle souffre encore des séquelles d'une fracture du bras, également imputable à une agression paternelle.

Jonas Lauretz traite les membres de sa famille en esclaves, notamment son fils (Niklaus), qui travaille du matin au soir, sans percevoir la moindre rétribution. Il humilie encore davantage l’ensemble de ses proches en cédant gracieusement leur maison d’hiver — confortablement orientée vers la vallée — à sa maîtresse (l’ancienne servante), ainsi qu’aux enfants nés de cet adultère. Conséquence implicite : l’épouse légitime de Lauretz – et ses quatre enfants – doivent désormais passer l’hiver dans la scierie isolée, située en altitude et d’accès difficile. Ils vivent dès lors dans un quasi dénuement, voire dans la misère, tandis que Lauretz — tyrannique, violent, cruel et irresponsable — passe le plus clair de son temps entre soûleries et visites chez des prostituées.
Sa fille, Sylvie, surnommée Sylvelie, fuit cet enfer familial, en travaillant tout d’abord comme servante à l’hospice du col d’Yzolla, devenu un hôtel-restaurant, tenu par un couple plutôt humain, les Gumpers, puis chez un  peintre de renom et d’un âge assez avancé : Mathias Lauters. Celui-ci, auquel Sylvelie sert occasionnellement de modèle, vient chaque année passer la belle saison dans les parages du col, où il possède une sorte de chalet, aux allures de château. La complicité entre Sylvelie et le peintre s’accroît de jour en jour. À la suite de son décès, survenu au terme de cet été, la jeune fille découvrira que le vieillard lui a légué une importante somme d’argent, en sus de son refuge en montagne avec les tableaux et les dessins ainsi que tout le mobilier qu’il contenait. Malheureusement les quatre mois passés en prison par Lauretz, condamné pour des délits divers, n’ont strictement rien changé à son caractère despotique. Ainsi, dès qu’il est mis au courant de l’existence de cet héritage, il exploite indécemment son statut de tuteur légal pour s’empresser de vider le compte de sa fille, encore mineure. 
Cela mène au second « mauvais chemin » : Niklaus, Hanna, leur mère et le travailleur journalier Jöry Wagner, à qui Lauretz a escroqué de l’argent et dont la femme est devenue la maîtresse, vont mettre au point et réaliser l’exécution du tyran. Cet individu, exécré, est alors abattu à peu de chose près comme le serait un cochon dans une ferme. Son cadavre est ensuite enterré dans la montagne et sa sépulture habilement dissimulée. Wagner est financièrement dédommagé du dol que Lauretz lui avait antérieurement fait subir, puis il quitte la région. Sylvelie, qui était absente au moment des faits, apprend à son retour tout ce qui s’est passé. Elle qui, telle une sainte, se détache du reste de la famille, ne peut que désapprouver la façon dont les autres ont agi. Elle s’enfuit, horrifiée. Toutefois, elle restera solidaire du groupe, lorsque les autorités enquêteront au sujet de la disparition de Lauretz.
Sylvelie part dès lors travailler en ville. Au fil des ans, le reste de la famille parviendra peu à peu à s’extirper de la misère. Sylvelie est très vite remarquée par un jeune juge d’instruction, Andreas von Richenau, dont elle finit par tomber amoureuse. Elle lui raconte (en partie) sa triste enfance, tout en gardant soigneusement le silence sur l’assassinat de son père. Éperdument épris de la jeune femme, Andreas finit par rompre ses fiançailles avec la fille d’un banquier. Face à l’insistance d’Andreas, Sylvelie accepte de l’épouser, malgré le besoin accru d’indépendance qu’elle ressent. À la suite de ce mariage, le couple paraît couler des jours heureux. Néanmoins, la naissance d’un premier enfant vient ternir ce bonheur, car elle ravive indirectement de douloureux souvenirs dans l’esprit de Sylvelie. L’atmosphère s’en trouve alors passablement assombrie par les remords et les états dépressifs de la jeune femme.
Après quelques années, le dossier Lauretz aboutit un jour sur le bureau d’Andreas. Il se livre alors à des recherches et tente d’en savoir plus, tout en questionnant Sylvelie, laquelle s’obstine à préserver farouchement son secret. Cette situation provoque une crise au sein du couple. C’est finalement par la bouche d’Hanna qu’Andreas apprendra la vérité sur l’assassinat de Lauretz, ainsi que les détails atroces des exactions et des violences qu’il avait fait endurer à sa famille durant tant d’années.
Andreas se trouve alors confronté à un douloureux conflit d'intérêts entre, d’une part, son sens inné du devoir — allié aux impératifs éthiques dictés par sa fonction professionnelle — et, d’autre part, son amour pour Sylvelie, en sus de la pitié que lui inspire cette famille, si horriblement malmenée par le destin. Il décide finalement de protéger Sylvelie et sa famille d’un nouveau coup du sort. Il parvient ainsi à faire signer, par son supérieur, l’arrêté officialisant la disparition de Lauretz, puis à classer le dossier. Alors qu'il songeait au suicide, il sauve ainsi sa femme et soustrait les autres membres de la famille à la justice des hommes.

## Adaptations au cinéma ou à la télévision
- Via Mala, film allemand de Josef von Báky, sorti en 1945.
- Via Mala, film allemand de Paul May, sorti en 1961.
- Via Mala, série télévisée de Tom Toelle (de), diffusée en 1985.

## Citations, notes et références

### Citations
1. ↑  (de) « In einem schmalen Seitentale des Hinterrheins, dem Tal der Yzolla... »
2. ↑  (fr) « Ce n’est pas pour eux, même si j’ai quelquefois cherché à m’en persuader. Non, Sylvelie, c’est pour toi que je l’ai fait. »